# Orion (Illinois)
Orion es una villa ubicada en el condado de Henry en el estado estadounidense de Illinois. En el Censo de 2010 tenía una población de 1861 habitantes y una densidad poblacional de 787,01 personas por km².

## Geografía
Orion se encuentra ubicada en las coordenadas 41°21′5″N 90°22′36″O / 41.35139, -90.37667. Según la Oficina del Censo de los Estados Unidos, Orion tiene una superficie total de 2.36 km², de la cual 2.36 km² corresponden a tierra firme y (0%) 0 km² es agua.

## Demografía
Según el censo de 2010, había 1861 personas residiendo en Orion. La densidad de población era de 787,01 hab./km². De los 1861 habitantes, Orion estaba compuesto por el 98.12% blancos, el 0.05% eran afroamericanos, el 0.16% eran amerindios, el 0.21% eran asiáticos, el 0% eran isleños del Pacífico, el 0.59% eran de otras razas y el 0.86% pertenecían a dos o más razas. Del total de la población el 2.42% eran hispanos o latinos de cualquier raza.